# Maruéjols-lès-Gardon
Maruéjols-lès-Gardon è un comune francese di 234 abitanti situato nel dipartimento del Gard, nella regione dell'Occitania.

## Società

### Evoluzione demografica
Abitanti censiti